# きかんしゃトーマス ディーゼル10の逆襲
きかんしゃトーマス ディーゼル10の逆襲（きかんしゃトーマスディーゼルテンの逆襲、Day of the Diesels）は、テレビシリーズ『きかんしゃトーマス』の長編シリーズ第6作目の作品である。

## 概要
「きかんしゃトーマス」のフル3DCG製作による長編としては3作目にあたる。ディーゼル10の謀略や蒸気機関車とディーゼル機関車の間での争いを軸に、トーマスとパーシーの友情などを描いた作品である。主題歌は歌手サム・ブリューイットが歌うロックンロール調の楽曲「Day of the Diesels」。
キャッチコピーは「アイツがついに帰ってきた…」。

## 本作の特徴
本作は「きかんしゃトーマス」の長編作としては初の試みとなる、トーマスの親友パーシーを主人公とした作品である。
劇中でのディーゼル10と蒸気機関車達とのやり取りから、長編第1作「きかんしゃトーマス 魔法の線路」や長編第2作「きかんしゃトーマス みんなあつまれ!しゅっぱつしんこう」の続編的要素も強い。
新キャラクターが多く、デン・ダートを初めとするディーゼル機関車5台や、放水銃を備えた消防機関車ベル、大型軌陸消防車フリンが登場した。その他、過去の長編作では必ず劇中で橋に関する事故シーンが見られたが、本作はそのような描写がない。

## 日本での公開
日本では2012年4月28日より劇場公開された。ゲスト声優としてディーゼル10役に南海キャンディーズの山里亮太が起用された。
日本オリジナルの演出として、オープニング前に前長編作「きかんしゃトーマス ミスティアイランド レスキュー大作戦!!」のラストシーンが挿入された。なお、このシーンのディーゼル10の声は前長編作では黒田崇矢だったが、本作では山里亮太に差し替えられている。

## あらすじ
ソドー島の農村で火災が発生。トーマスとパーシーが消火に当たるが、すぐに来島して間もないベルが見事に火を消し止めた。トーマスは多くの魅力を持ったベルに夢中になり、親友パーシーは嫉妬と孤独を覚える。そこでディーゼルはパーシーに友達がいるディーゼル整備工場に来ないかと誘惑する。トーマスは「行ってはいけない」と戒めるが、パーシーは葛藤の後、ディーゼル整備工場へ行くことを決断する。そこで待っていたのは、かつてトーマス達と争ったディーゼル10と仲間のディーゼル機関車達だった。
ディーゼル10とその仲間に歓迎されたパーシーは気を良くし、彼らこそが自分の友達だと思い込む。ベルに続きフリンが来島したことで、パーシーは更に蒸気機関車達の中で孤立し、やがてディーゼル整備工場へと通い詰める様になる。ところが、これらは全てディーゼル10の恐るべき罠だった。

## 地名
ディーゼル整備工場（Sodor Dieselworks）
ヴィカーズタウン駅の手前にある、ディーゼル機関車専用の整備工場。中央に大きな整備棟があり、それ以外にも機関庫や精練施設がある。ソドー整備工場と比べて敷地が広いものの、建物や設備の老朽化・荒廃が著しい。なかなか整備が為されないことにディーゼル機関車達は不満を持っている。その独特の雰囲気のためか、基本的に蒸気機関車達は近寄らない。

## 登場キャラクター

### 蒸気機関車
トーマス
英国吹き替え - ベン・スモール
米国吹き替え - マーティン・シャーマン
日本吹き替え - 比嘉久美子
青い小型タンク機関車。冒頭で火災現場に遭遇する。それがきっかけとなり、レスキューセンターに配備されたベルやフリンといった新しい仲間たちと出会い、夢中になった。パーシーに接近してきたディーゼル機関車達を強く警戒する。
エドワード
英国吹き替え - キース・ウィッカム
米国吹き替え - ウィリアム・ホープ
日本吹き替え - 佐々木望
青い中型テンダー機関車。フリンの到着をブレンダムの港からずっと見ていた。
ヘンリー
英国吹き替え - キース・ウィッカム
米国吹き替え - ケリー・シェイル
日本吹き替え - 佐々木望
黄緑の大型テンダー機関車。フリンの到着をブレンダムの港からずっと見ていた。
ゴードン
英国吹き替え - キース・ウィッカム
米国吹き替え - ケリー・シェイル
日本吹き替え - 三宅健太
青い大型テンダー機関車。フリンの到着をブレンダムの港からずっと見ていた。その後ナップフォード駅のみんなにソドー整備工場からケビンが居なくなったことを伝えに走ってくる。
ジェームス
英国吹き替え - キース・ウィッカム
米国吹き替え - ケリー・シェイル
赤い中型テンダー機関車。ソドー整備工場を取り戻すために蒸気機関車たちと一緒に立ち向かう。
イギリス版及びアメリカ版では台詞があるが、日本版では台詞なし（口パクのみ）で登場している。
パーシー
英国吹き替え - キース・ウィッカム
米国吹き替え - マーティン・シャーマン
日本吹き替え - 神代知衣
黄緑の小型タンク機関車。本作での実質的な主人公で、本作のストーリーは彼の視点で進行していく。
トーマスがベルやフリンに夢中になり、自分に目を向けてくれないことに不安になり、疎外感を覚えていく。また、特別な能力を持つベルやフリンに対して、自分や自分の仕事は何ら特別ではないと感じてしまう。その感情がやがて怒りへと変わり、自分を認めてくれた上に親しくしてくれたディーゼル機関車達に急接近することになる。
終盤ではディーゼル10が自分を騙して利用しただけと気付き、自らが招いた事態の収拾に奔走する。
トビー
英国吹き替え - ベン・スモール
米国吹き替え - ウィリアム・ホープ
日本吹き替え - 坪井智浩
茶色い小型路面機関車。終盤で不安そうな顔をしていたものの、他の仲間たちの姿が見えると不安が吹き飛び、ソドー整備工場を取り戻すために仲間たちと立ち向かう。
エミリー
英国吹き替え - テレサ・ギャラガー
米国吹き替え - ジュール・デ・ヨング
日本吹き替え - 山崎依里奈
エメラルドグリーンの中型テンダー機関車。フリンの到着をブレンダムの港からずっと見ていた。
スタンリー
英国吹き替え - マット・ウィルキンソン
米国吹き替え - ベン・スモール
日本吹き替え - 土田大
銀色の小型タンク機関車。

#### 新キャラクター
ベル
英国・米国吹き替え - テレサ・ギャラガー
日本吹き替え - 根本圭子
青い大型タンク機関車。二丁の放水銃をタンクに装備している。農家の火事現場に遭遇し無事に火を消した。その後トップハム・ハット卿にフリンをソドー島に呼び寄せるよう勧めた。

### ディーゼル機関車
ディーゼル
英国吹き替え - ケリー・シェイル
米国吹き替え - マイケル・ブランドン
日本吹き替え - ケン・サンダース
黒い小型ディーゼル機関車。仲間外れのパーシーを見て、言葉巧みにディーゼル整備工場に誘った。
メイビス
英国吹き替え - テレサ・ギャラガー
米国吹き替え - ジュール・デ・ヨング
日本吹き替え - 吉岡さくら
黒色の小型ディーゼル機関車。修理のためソルティーによってディーゼル整備工場に運ばれ、二日ほど整備工場内で泊まった。
ハリーとバート
英国・米国吹き替え - ケリー・シェイル
日本吹き替え - 並木伸一
深緑と正面、後ろ共に黄色い縞の双子の小型ディーゼル機関車。今作では（同じ双子のディーゼル機関車であるスプラッターとドッヂの役割を引き継ぐためか）ディーゼル10の横に常にいる。
ソルティー
英国・米国吹き替え - キース・ウィッカム
日本吹き替え - 石野竜三
赤色と正面、後ろ共に黄色と黒い縞の小型ディーゼル機関車。メイビスを押して整備工場にやって来た。デンをビクター並みに評価はしていたが、道具や車庫の古さ・酷さには笑いながらも不平をこぼしていた。なお、パーシーが最初に去った時は整備工場に残っていたが、翌朝にはメイビスの後ろから姿が消えていた。
ディーゼル10
英国・米国吹き替え - マット・ウィルキンソン
日本吹き替え - 山里亮太 (南海キャンディーズ)/仁科洋平（カートゥーンネットワーク・配信版）
黄土色の大型ディーゼル機関車。前作ラストで登場した今作の悪役。ディーゼル機関車達の大ボス。
仲間はずれのパーシーのことをディーゼルから聞いて彼をここへ連れてくるよう仕向けた。自らの野望を叶えるためにまんまとパーシーを騙して利用し、終盤ではソドー整備工場の占拠事件を引き起こす。
2022年現在、長編シリーズに登場するのは今作が最後である。
カートゥーンネットワーク及び配信版及びぼくのでんしゃでは仁科洋平が声優を務めている。

#### 新キャラクター
デン
英国・米国吹き替え - キース・ウィッカム
日本吹き替え - 石野竜三
オレンジ色の大型ディーゼル機関車でディーゼル整備工場の責任者(現場監督)。ディーゼル10の命令は守るが、基本的には真面目で働き者で、根は良い機関車。
真面目故にディーゼル整備工場の現状に対し不満を持っているようで、ソルティーに工場の古さを指摘された際は表情を曇らせる。
終盤ではディーゼル10の命令でトーマスをディーゼル整備工場内に軟禁する。
ダート
英国・米国吹き替え - ルパート・ディガス
日本吹き替え - 河本邦弘
臙脂色の小型ディーゼル機関車。ディーゼル整備工場でデンのアシスタントをしている。せっかちで冗談好きな性格。
ディーゼル10の計らいで、パーシーがレスキューセンターに運んでいたフリンのホースを代わりに運ぶように命じられる。
ディーゼル整備工場の現状に不満を持っているようで、工場内の設備の更新を訴える。
終盤ではディーゼル10の命令でトーマスをディーゼル整備工場内に軟禁する。
シドニー
英国・米国吹き替え - ケリー・シェイル
日本吹き替え - 不明
青い小型ディーゼル機関車。常に修理台に置かれ、バートの左隣で笑っているか寝ている（そのためソドー整備工場占領には彼だけ参加していなかった）が、ディーゼル整備工場の火災からは難を逃れている。その後二年間クレーンに吊り下げられることとなる。
ノーマン
英国・米国吹き替え - ケリー・シェイル
日本吹き替え - ケン・サンダース
薄朱色の小型ディーゼル機関車。第9シリーズに登場したデニスとは双子の機関車という設定。ソドー整備工場占領にパクストンと共に参加。
パクストン
英国・米国吹き替え - キース・ウィッカム
日本吹き替え- 坂口候一
深緑の小型ディーゼル機関車。ディーゼル機関車一行に加わりソドー整備工場占領に参加するが、本来は蒸気機関車が大好きで心優しい性格の持ち主。この性格は長編次回作以降から活かされることとなる。

### ガソリン車

#### 新キャラクター
フリン
英国・米国吹き替え - ルパート・ディガス
日本吹き替え - 坪井智浩
赤い大型特殊消防車。車輪とタイヤを切り替えることによって、線路と道路を両方とも走行することができる軌陸両用車。ベルの推薦でソドー島にやってきた。ブレンダムの港の船からクランキーに降ろされた（この時車輪がタイヤの内側から出て線路に載った）。
彼が港に到着する前に、彼専用のホースがパーシーによってレスキューセンターに運ばれた。

### 高山鉄道の機関車
ビクター
英国吹き替え - マット・ウィルキンソン
米国吹き替え - デヴィッド・ベデラ
日本吹き替え - 坂口候一
赤い小型タンク機関車。ソドー整備工場の責任者でケビンのボス。ケビンを自らに無断でディーゼル整備工場に連れ出したパーシーに対し、ケビンが自分にも必要な存在だと訴える。

### クレーン車
ロッキー
英国吹き替え - マット・ウィルキンソン
米国吹き替え - ウィリアム・ホープ
日本吹き替え - 河本邦弘
赤い大型クレーン車。前作で車庫をもらったものの、今作では車庫にはおらず、荷物の荷降ろしやフリンの放水タンク車の配置にたびたび出ている（その際ベルが彼を引いていた）。

### 自動車
ケビン
英国吹き替え - マット・ウィルキンソン
米国吹き替え - ケリー・シェイル
日本吹き替え - 河杉貴志
黄色い小型クレーン。ビクターの助手だが部品等をよく落とす。パーシーの誘いでビクターに無断でディーゼル整備工場に行ってしまう。

### クレーン
クランキー
英国吹き替え - マット・ウィルキンソン
米国吹き替え - グレン・ウレッジ
日本吹き替え - 黒田崇矢
ブレンダムの港に常にいる灰緑の大型クレーン。ベルに興味を持ったりそのベルの推薦で来たフリンを降ろしたりと、今作では自分がこれまで見たことのない機関車達と対面を果たしている。初対面のフリンには変わった名前と言われる。

### 人物
トップハム・ハット卿
英国吹き替え - キース・ウィッカム
米国吹き替え - ケリー・シェイル
日本吹き替え - 納谷六朗
ソドー鉄道局長。今回は農家の火災現場の人たちや作業員らを指揮したり、レスキューセンター開業後の消防車両配備を考えたりと、いろいろと考えている。ディーゼル整備工場の整備を後回しにしたり、パーシーの話を聞かなかったことが、ディーゼル機関車達の誤解を招く遠因になってしまう。
トップハム・ハット卿夫人
英国吹き替え - テレサ・ギャラガー
米国吹き替え - ジュール・デ・ヨング
日本吹き替え - 吉岡さくら
トップハム・ハット卿の妻。ラストのディーゼル整備工場のオープンに夫と彼のお母さんと共に参加した。
トップハム・ハット卿のお母さん
英国・米国吹き替え - キース・ウィッカム
日本吹き替え - 根本圭子
トップハム・ハット卿の母親。息子と体型がそっくり。長編作品では今回が初登場。
ブリジット
英国吹き替え - テレサ・ギャラガー
米国吹き替え - ジュール・デ・ヨング
日本吹き替え - 吉岡さくら
トップハム・ハット卿の孫。
トーマスの機関士
英国・米国吹き替え - キース・ウィッカム
日本吹き替え - 金光宣明
トーマスを運転する相棒。農家の納屋が火事になっている事を手伝った。
港の作業員
英国 - 米国吹き替え - キース・ウィッカム
日本吹き替え - 土田大、金光宣明、河本邦弘
ブレンダムの港で働いている人たち。
消防士
英国・米国吹き替え - キース・ウィッカム
日本吹き替え - 金光宣明
レスキューセンターの消防士たち。
植木職人達
英国・米国吹き替え - キース・ウィッカム
日本吹き替え - 金光宣明
木や花を植えることしている人達。

### 脇役
ロージー
ピンク色の小型タンク機関車。
ヒロ
黒い大型テンダー機関車。
チャーリー
紫の小型タンク機関車。
ハロルド
白いヘリコプター。
キャプテン
黄色と青い救命ボート。

#### 新キャラクター
ハッピー・フック
シドニーが吊るされている修理台のすぐ横にいる狐色のクレーン。整備不良で当初は全く動かなかった。ダートは新しいクレーンを導入してほしいと不平をこぼしていたが、それをパーシーが聞き、ケビンをディーゼル整備工場に連れてくるきっかけになる。その後、終盤でのディーゼル整備工場再オープン時に、工場内の掃除と共に修理が行われ、再び動くようになった。

#### 没キャラクター
スプラッターとドッヂ
役割はシドニーとパクストンに置き換えられた。
デニス
役割はノーマンに置き換えられた。